# 新金融观察
《新金融观察》，是一家中国的财经周刊，由天津海河传媒中心创办并拥有。该刊于2010年6月10日试刊，2010年8月30日正式创刊。